# 273 (číslo)
Dvě stě sedmdesát tři je přirozené číslo, které následuje po čísle dvě stě sedmdesát dva a předchází číslu dvě stě sedmdesát čtyři. Římskými číslicemi se zapisuje CCLXXIII a řeckými číslicemi σογ.

## Fyzika
- −273 je zaokrouhleně hodnota absolutní nuly ve stupních Celsia.
- Protože absolutní nula je zároveň počátkem teplotní stupnice v Kelvinech, dá se s pomocí čísla 273 snadno (ale opět zaokrouhleně) převádět mezi Kelviny a stupni Celsia.

## Astronomie
- (273) Atropos je planetka hlavního pásu, kterou objevil v roce 1888 Johann Palisa

## Doprava
- Silnice II/273 je česká silnice II. třídy, vedoucí na trase Mělník – Obora[ujasnit]